# Hiroki Fujiharu
Hiroki Fujiharu (jap. 藤春 廣輝 Fujiharu Hiroki; ur. 28 listopada 1988 w Higashiōsace) – japoński piłkarz, były reprezentant kraju. Obecnie zawodnik Gamba Osaka.

## Życiorys

### Kariera klubowa
Od 1 stycznia 2011 gra w japońskim zespole Gamba Osaka, umowa do 31 stycznia 2020.

### Kariera reprezentacyjna
Był reprezentantem Japonii w kategorii wiekowej U-23.
W reprezentacji Japonii zadebiutował 27 marca 2015 na stadionie Ōita (Ōita, Japonia) w meczu towarzyskim przeciwko reprezentacji Tunezji. W sumie w reprezentacji wystąpił w 3 spotkaniach.

## Statystyki

### Reprezentacyjne
Stan na 28 grudnia 2019
| Reprezentacja Japonii | Reprezentacja Japonii | Reprezentacja Japonii |
| Rok                   | Mecze                 | Gole                  |
| --------------------- | --------------------- | --------------------- |
| 2015                  | 3                     | 0                     |
| Razem                 | 3                     | 0                     |

## Sukcesy

### Klubowe
Gamba Osaka
- Zwycięzca J1 League: 2014
- Zdobywca drugiego miejsca J1 League: 2015
- Zwycięzca J2 League: 2013
- Zwycięzca Pucharu Japonii: 2014, 2015
- Zdobywca drugiego miejsca Pucharu Japonii: 2012
- Zwycięzca Pucharu Ligi Japońskiej: 2014
- Zdobywca drugiego miejsca Pucharu Ligi Japońskiej: 2015, 2016
- Zwycięzca Superpucharu Japonii: 2015
- Zdobywca drugiego miejsca Superpucharu Japonii: 2016
- Zdobywca drugiego miejsca Copa Suruga Bank: 2015